# 모스카토 다스티

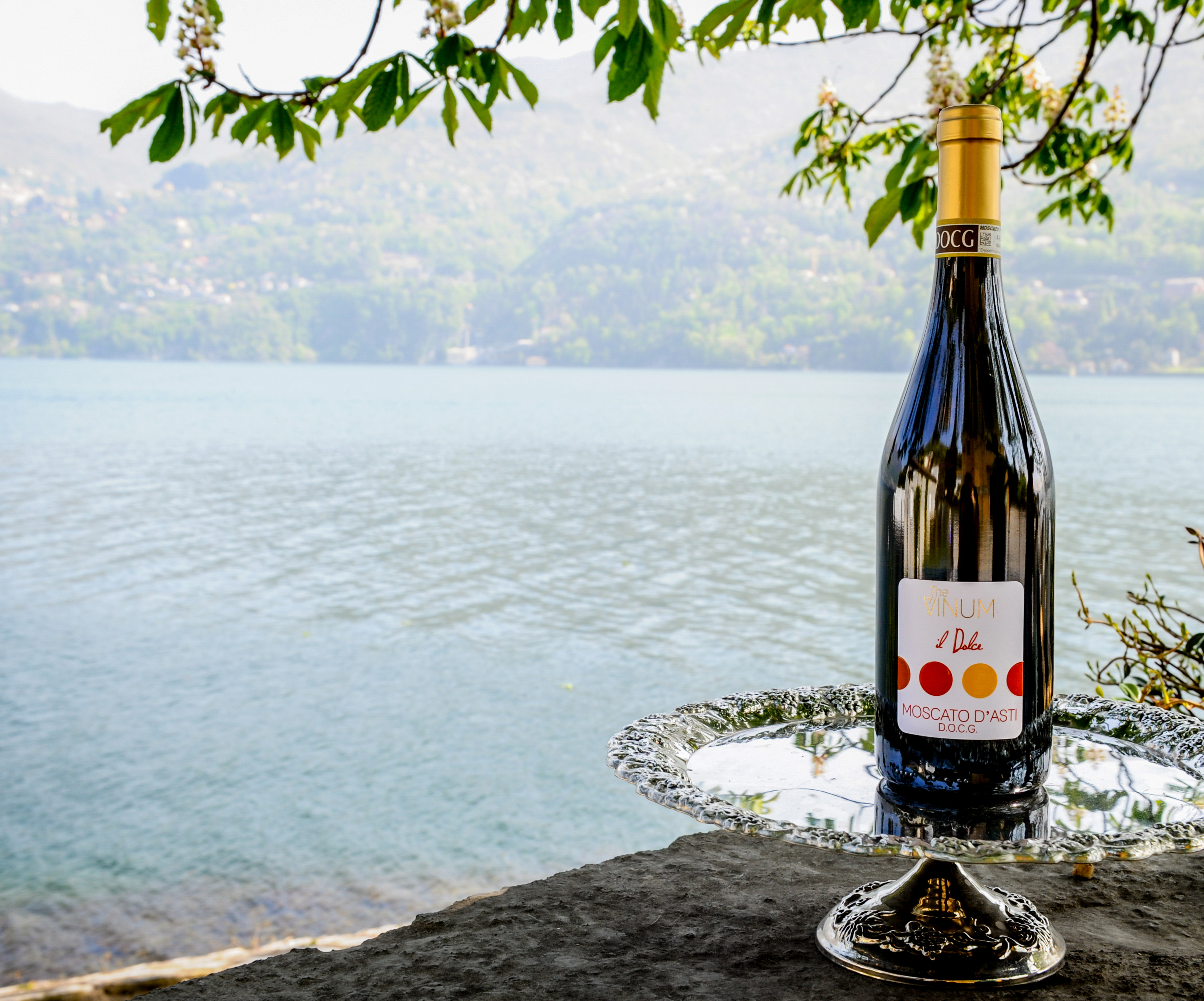

모스카토 다스티(이탈리아어: Moscato d'Asti)는 이탈리아 피에몬테주의 아스티 지방에서 생산되는 포도주이다. 인근의 쿠네오나 알레산드리아에서도 생산된다. 모스카토 다스티는 상당히 맛이 달고 알코올 함량이 낮아 후식용으로 많이 마신다. 청포도 품종인 머스캣(모스카토는 이탈리아어로 머스캣을 뜻함)으로 만든다. 아스티 스푸만테도 아스티에서 같은 종류의 포도로 만들지만, 모스카토 다스티보다 거품이 많이 난다.